# Tiefenbach (Lahn, Steeden)
Der Tiefenbach ist rechtsseitiger, etwa nördlicher und 8,5 km langer Zufluss der Lahn im hessischen Landkreis Limburg-Weilburg. Sein Einzugsgebiet umfasst 15,5 km².

## Name
Der Name des Tiefenbaches leitet sich vermutlich von dessen Altform früher Dyffenbach oder Dieffenbach (analog der beiden Beselicher Ortschaften Nieder- und Obertiefenbach) ab.

## Geographie

### Verlauf
Der Tiefenbach entspringt im nördlichen Limburger Becken einer Quelle im Wald nördlich von Obertiefenbach. Ein etwa 1000 Meter langer Zufluss führt in Zeiten größeren Niederschlags von rechts aus Richtung Oberweyer von den Wiesen im Mur Wasser zu.
Anfangs südlich bis südwestlich laufend, tritt er bald aus dem Wald und ist für mehr als einen Kilometer die Gemarkungsgrenze zwischen Obertiefenbach und Steinbach, die bis zum 1. Juli 1974 auch zugleich die Grenze zwischen den damaligen Landkreisen Oberlahnkreis und Kreis Limburg war. Dieser Verlauf bildet heute die Grenze zwischen der Gemeinde Beselich und der Stadt Hadamar.
Danach knickt er nach Südosten ab, unterquert die Bundesstraße 49 an der Obertiefenbacher Auffahrt, und fließt durch den Pfandgraben im Ort bis zur Borngasse. Dort befand sich bis 2020 der als Hinterbach bezeichnete Löschwasserteich. Dieser diente der Obertiefenbacher Feuerwehr mehr als 100 Jahre lang als Wasserentnahmestelle. Der Löschwasserteich wurde im Sommer 2020 renaturiert.
Ab der Borngasse verläuft der Tiefenbach auf etwa 700 Meter unterirdisch durch die im Jahr 1960 geschaffene Bachverrohrung bis unweit der unteren Hauptstraße von Obertiefenbach. Vor seiner Verrohrung hatte der Bach in der Nähe des heutigen Bürgerhauses ein breites Bett, das umgangssprachlich Padsbach (Pferdetränke) genannt wurde.

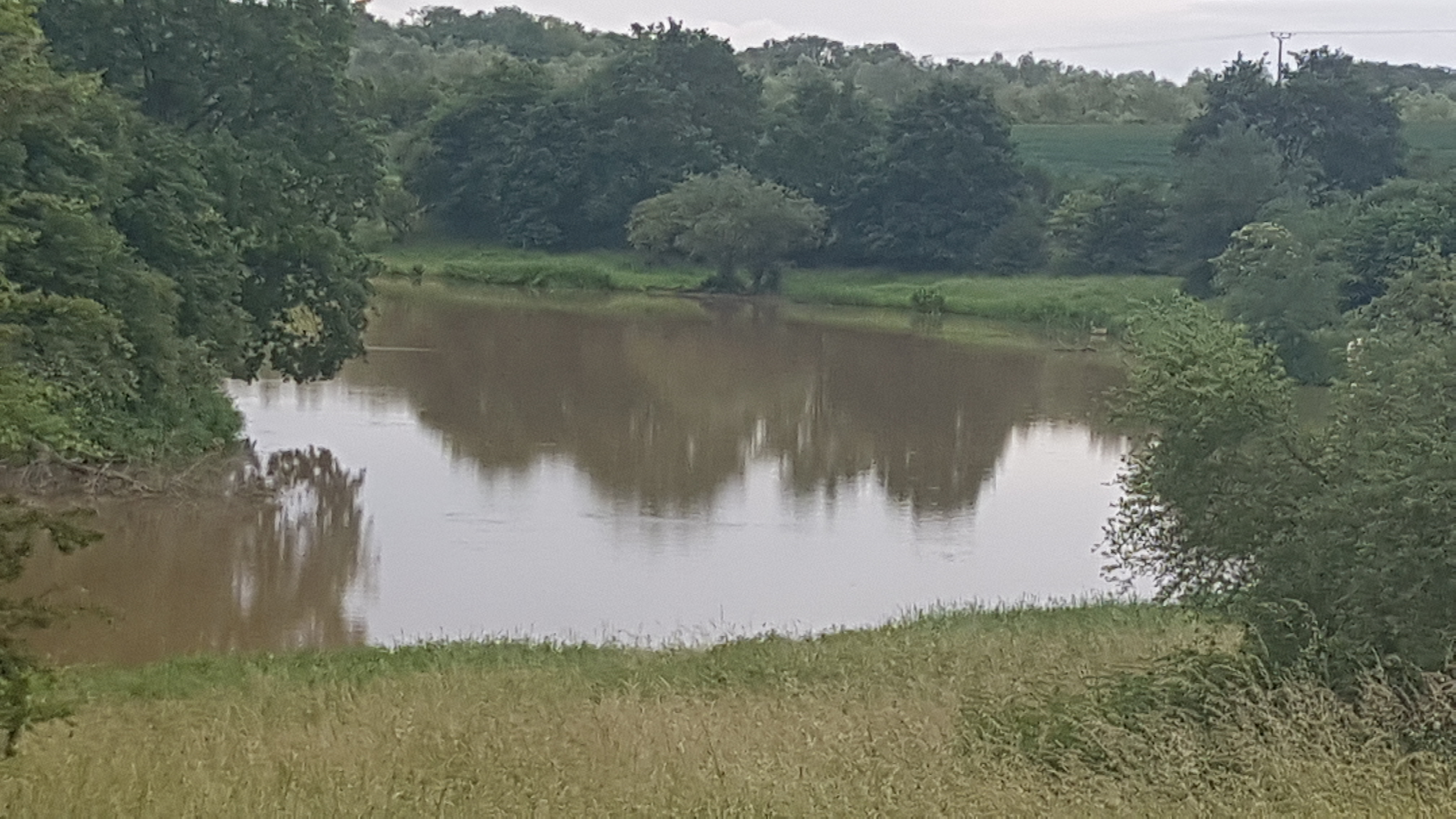
Stausee des Tiefenbachs bei Niedertiefenbach

Der Tiefenbach fließt nun durch Wiesen (die Au) und am hanglagigen Waldrand unterhalb des Beselicher Kopfes weiter in Richtung Niedertiefenbach und durchzieht diesen Ort südwärts. Danach mündet er am Hang der Anhöhe Mendele entlang in einen durch Kalkabbau entstandenen kleinen Stausee. Er durchfließt anschließend in teilbewaldeter Landschaft ein Feuchtgebiet mit weiteren Kalkabbaubereichen sowie einen weiteren See am Nordrand des Runkeler Stadtteils Steeden. Dessen Ortsmitte durchzieht er dann teils unterirdisch und mündet schließlich von rechts in die mittlere Lahn.

### Zuflüsse
- Tiefengraben (rechts), 3,8 km